# 로카크셰마
로카크셰마(산스크리트어: लोकक्षेम) 또는 지루가참(支婁迦讖)은 후한시대에 중국에 온 역경승의 하나이다. 산스크리트어로 세상의 행복, 평화라는 뜻이다.

## 생애
147년 후한의 뤄양으로 와서 183년(중평 3년)에 이르기까지 반주삼매경(般舟三昧經)·무량청정평등각경(無量淸淨平等覺經)·도행반야경(道行般若經)·수릉엄삼매경(首楞嚴三昧經)·아축불국경 등 14부(일설에 따르면 23부)의 경전을 번역하였다. 그가 사용하였던 원전은 거의 대승경전이었으므로, 이런 의미에서 그는 중국에 대승경전을 전한 최초의 인물이었다고 할 수 있다. 그의 제자로는 지량(支亮)이 있으며, 지루가참·지량·지겸(支謙 : 삼국시대의 역경자)의 셋을 삼지(三支)라고 한다.

## 같이 보기
- 불교의 역사
- 불경